# Касаева, Татьяна Викторовна
Татьяна Викторовна Касаева (род. 26 сентября 1979 года, город Саратов, Саратовская область, СССР) — российский политик, депутат Государственной Думы VII созыва. Член Комитета Госдумы по образованию и науке, член фракции Единая Россия. Полномочный представитель Госдумы в Конституционном суде РФ с 3 ноября 2016 года по 25 сентября 2018 года.

## Биография
Татьяна Касаева родилась 26 сентября 1979 года в Саратове.  
В 2001 году получила высшее образование по специальности «Государственное и муниципальное управление» с отличием окончив  Поволжскую академию государственной службы им. П. А. Столыпина. 
В 2002 году с отличием окончила Саратовскую государственную академию права по специальности «Юриспруденция».
В 2006 году защитила диссертацию на соискание ученой степени кандидата юридических наук в Саратовской государственной академии права.
В 2009 году Высшей аттестационной комиссией РФ присвоено звание доцента.
С 2002 по 2009 год работала в  Поволжской академии государственной службы им. П. А. Столыпина преподавателем кафедры теории права, в 2004 году переведена на должность старшего преподавателя кафедры теории права, с 2007 года переведена на должность доцента кафедры теории права.
С 2009 по 2011 год работала в Саратовском юридическом институте МВД России заведующей кафедры «Гражданско-правовых дисциплин».
С 2011 по 2018 работала в Саратовском государственном социально-экономического университете заведующей кафедры «Теории и истории государства и права».
В 2014 года избрана деканом юридического факультета ССЭИ. 
В сентябре 2015 года возглавила в  ССЭИ (филиала) РЭУ им. Г. В. Плеханова факультет экономической безопасности и таможенного дела.
На выборах 18 сентября 2016 года Касаева Татьяна Викторовна была избрана Депутатом Государственной Думы VII созыва в составе федерального списка кандидатов, выдвинутого Всероссийской политической партией Единая Россия. Региональная группа № 15 — Волгоградская область, Пензенская область, Саратовская область, Тамбовская область.
С 3 ноября 2016 года по 25 сентября 2018 года – полномочный представитель Государственной Думы в Конституционном Суде Российской Федерации.
С октября 2021 года – проректор по международным связям и взаимодействию с органами власти Саратовского государственного технического университета имени Гагарина Ю.А.

## Законотворческая деятельность
С 2016 по 2021 год, в течение исполнения полномочий депутата Государственной Думы VII созыва, выступила автором 66 законодательных инициатив и поправок к проектам федеральных законов, подготовила более 200 поправок ко 2 чтению.
Работала в Комитете по государственному строительству и законодательству и Комитете по образованию и науке. 

## Научная работа
Является автором более 90 научных трудов: статей, монографий, учебников и учебно-методических пособий в области юриспруденции и государственного управления, в том числе и для иностранных студентов.